# Lijst van senatoren uit Kentucky

Zegel van de staat Kentucky

Dit is een lijst van de senatoren voor de Amerikaanse staat Kentucky. De senatoren voor Kentucky zijn ingedeeld als Klasse II en Klasse III. De twee huidige senatoren voor Kentucky zijn: Mitch McConnell senator sinds 1985 de (senior senator) en Rand Paul senator sinds 2011 de (junior senator), beiden lid van de Republikeinse Partij.
Prominenten die hebben gediend als senator voor Kentucky zijn onder anderen: Henry Clay (genomineerd presidentskandidaat, later minister van Buitenlandse Zaken en later voorzitter van het Huis van Afgevaardigden), George Bibb (later minister van Financiën), John Crittenden (later minister van Justitie), Richard Mentor Johnson (later vicepresident), James Guthrie (eerder minister van Financiën), James Beck (Democratisch partijleider in de senaat van 1885 tot 1890), John Carlisle (later minister van Financiën en eerder voorzitter van het Huis van Afgevaardigden), Joseph Blackburn (Democratisch partijleider in de senaat van 1906 tot 1907), Happy Chandler (later voorzitter van de Major League Baseball), John Sherman Cooper (prominent politicus en ambassadeur), Alben Barkley (later vicepresident en Democratisch partijleider in de senaat van 1937 tot 1949), Mitch McConnell (Republikeins partijleider in de senaat sinds 2007), John Breckinridge I (later minister van Justitie), John Breckinridge (later vicepresident en minister van Oorlog van de Geconfedereerde Staten), Earle Clements (prominent politicus) en Rand Paul (prominent politicus).
Drie senatoren voor Kentucky zijn ook vicepresident van de Verenigde Staten geweest: Richard Mentor Johnson, Alben Barkley en John Breckinridge en drie senatoren hebben gediend als minister van Financiën: George Bibb, James Guthrie, John Carlisle.

## Klasse II
| Nr.    | Senator voor Kentucky Senator from Kentucky | Senator voor Kentucky Senator from Kentucky | Senator voor Kentucky Senator from Kentucky | Ambtstermijn     | Ambtstermijn     | Partij(en)   | Verkiezing(en) |
| ------ | ------------------------------------------- | ------------------------------------------- | ------------------------------------------- | ---------------- | ---------------- | ------------ | -------------- |
| 1      |                                             | John Brown                                  | John Brown (1757–1837)                      | 18 juni 1792     | 4 maart 1805     | DR           | 1792 (1)       |
| 1      | 1792 (2)                                    | John Brown                                  | John Brown (1757–1837)                      | 18 juni 1792     | 4 maart 1805     | DR           |                |
| 1      | 1798                                        | John Brown                                  | John Brown (1757–1837)                      | 18 juni 1792     | 4 maart 1805     | DR           |                |
| 2      |                                             | Buckner Thruston                            | Buckner Thruston (1763–1845)                | 4 maart 1805     | 19 december 1804 | DR           | 1804           |
| Vacant |                                             |                                             |                                             |                  |                  |              | 1804           |
| 3      |                                             | Henry Clay                                  | Henry Clay (1777–1852)                      | 10 januari 1810  | 4 maart 1811     | DR           | 1804           |
| 4      |                                             | George Bibb                                 | George Bibb (1776–1859)                     | 4 maart 1811     | 23 augustus 1814 | DR           | 1811           |
| Vacant |                                             |                                             |                                             |                  |                  |              | 1811           |
| 5      |                                             |                                             | George Walker (1763–1816)                   | 30 augustus 1814 | 1 februari 1815  | DR           | 1811           |
| 6      |                                             | William Barry                               | William Barry (1784–1835)                   | 1 februari 1815  | 1 mei 1816       | DR           | 1815           |
| Vacant |                                             |                                             |                                             |                  |                  |              | 1815           |
| 7      |                                             | Martin Hardin                               | Martin Hardin (1780–1823)                   | 4 november 1816  | 4 maart 1817     | F            | 1815           |
| 7      | 1816 (1)                                    | Martin Hardin                               | Martin Hardin (1780–1823)                   | 4 november 1816  | 4 maart 1817     | F            |                |
| 8      |                                             | John Crittenden                             | John Crittenden (1787–1863)                 | 4 maart 1817     | 4 maart 1819     | DR           | 1816 (2)       |
| Vacant |                                             |                                             |                                             |                  |                  |              | 1816 (2)       |
| 9      |                                             | Richard Mentor Johnson                      | Richard Mentor Johnson (1780–1850)          | 10 december 1819 | 4 maart 1829     | DR (1819–28) | 1819           |
| 9      | 1823                                        | Richard Mentor Johnson                      | Richard Mentor Johnson (1780–1850)          | 10 december 1819 | 4 maart 1829     | DR (1819–28) |                |
| 9      | D (1828–29)                                 | Richard Mentor Johnson                      | Richard Mentor Johnson (1780–1850)          | 10 december 1819 | 4 maart 1829     |              |                |
| 10     |                                             | George Bibb                                 | George Bibb (1776–1859)                     | 4 maart 1829     | 4 maart 1835     | D            | 1829           |
| 11     |                                             | John Crittenden                             | John Crittenden (1787–1863)                 | 4 maart 1835     | 4 maart 1841     | W            | 1835           |
| 12     |                                             | James Morehead                              | James Morehead (1797–1854)                  | 4 maart 1841     | 4 maart 1847     | W            | 1841           |
| 13     |                                             | Joseph Underwood                            | Joseph Underwood (1791–1876)                | 4 maart 1847     | 4 maart 1853     | W            | 1847           |
| 14     |                                             | John Burton Thompson                        | John Burton Thompson (1810–1874)            | 4 maart 1853     | 4 maart 1859     | KN           | 1853           |
| 15     |                                             | Lazarus Powell                              | Lazarus Powell (1812–1867)                  | 4 maart 1859     | 4 maart 1865     | D            | 1858           |
| 16     |                                             | James Guthrie                               | James Guthrie (1792–1869)                   | 4 maart 1865     | 8 februari 1868  | D            | 1865           |
| Vacant |                                             |                                             |                                             |                  |                  |              | 1865           |
| 17     |                                             | Thomas McCreery                             | Thomas McCreery (1816–1890)                 | 20 februari 1868 | 4 maart 1871     | D            | 1868           |
| 18     |                                             | John Stevenson                              | John Stevenson (1812–1886)                  | 4 maart 1871     | 4 maart 1877     | D            | 1871           |
| 19     |                                             | James Beck                                  | James Beck (1822–1890)                      | 4 maart 1877     | 3 mei 1890       | D            | 1876           |
| 19     | 1882                                        | James Beck                                  | James Beck (1822–1890)                      | 4 maart 1877     | 3 mei 1890       | D            |                |
| 19     | 1888                                        | James Beck                                  | James Beck (1822–1890)                      | 4 maart 1877     | 3 mei 1890       | D            |                |
| Vacant |                                             |                                             |                                             |                  |                  |              |                |
| 20     |                                             | John Carlisle                               | John Carlisle (1834–1910)                   | 26 mei 1890      | 3 februari 1893  | D            | 1890           |
| Vacant |                                             |                                             |                                             |                  |                  |              | 1890           |
| 21     |                                             | William Lindsay                             | William Lindsay (1835–1909)                 | 16 februari 1893 | 4 maart 1901     | D            | 1893           |
| 21     | 1894                                        | William Lindsay                             | William Lindsay (1835–1909)                 | 16 februari 1893 | 4 maart 1901     | D            |                |
| 22     |                                             | Joseph Blackburn                            | Joseph Blackburn (1838–1918)                | 4 maart 1901     | 4 maart 1907     | D            | 1900           |
| 23     |                                             | Thomas Paynter                              | Thomas Paynter (1851–1921)                  | 4 maart 1907     | 4 maart 1913     | D            | 1906           |
| 24     |                                             | Ollie James                                 | Ollie James (1871–1918)                     | 4 maart 1913     | 28 augustus 1918 | D            | 1912           |
| Vacant |                                             |                                             |                                             |                  |                  |              | 1912           |
| 25     |                                             | George Brown Martin                         | George Brown Martin (1876–1945)             | 8 september 1918 | 4 maart 1919     | D            | 1912           |
| Vacant | Vacant                                      | Vacant                                      | Vacant                                      | Vacant           | Vacant           | Vacant       | 1918           |
| 26     |                                             | Augustus Stanley                            | Augustus Stanley (1867–1958)                | 19 mei 1919      | 4 maart 1925     | D            | 1918           |
| 27     |                                             | Fred Sackett                                | Fred Sackett (1867–1941)                    | 4 maart 1925     | 10 januari 1930  | R            | 1924           |
| Vacant |                                             |                                             |                                             |                  |                  |              | 1924           |
| 28     |                                             | John Robsion                                | John Robsion (1873–1948)                    | 12 januari 1930  | 1 december 1930  | R            | 1924           |
| 29     |                                             | Ben Williamson                              | Ben Williamson (1864–1941)                  | 1 december 1930  | 4 maart 1931     | D            | 1930 (1)       |
| 30     |                                             | Marvel Mills Logan                          | Marvel Mills Logan (1874–1939)              | 4 maart 1931     | 3 oktober 1939   | D            | 1930 (2)       |
| 30     | 1936                                        | Marvel Mills Logan                          | Marvel Mills Logan (1874–1939)              | 4 maart 1931     | 3 oktober 1939   | D            |                |
| Vacant |                                             |                                             |                                             |                  |                  |              |                |
| 31     |                                             | Happy Chandler                              | Happy Chandler (1898–1991)                  | 10 oktober 1939  | 1 november 1945  | D            |                |
| 31     | 1940                                        | Happy Chandler                              | Happy Chandler (1898–1991)                  | 10 oktober 1939  | 1 november 1945  | D            |                |
| 31     | 1942                                        | Happy Chandler                              | Happy Chandler (1898–1991)                  | 10 oktober 1939  | 1 november 1945  | D            |                |
| Vacant |                                             |                                             |                                             |                  |                  |              |                |
| 32     |                                             | William Stanfill                            | William Stanfill (1892–1971)                | 20 november 1945 | 6 november 1946  | R            |                |
| 33     |                                             | John Sherman Cooper                         | John Sherman Cooper (1901–1991)             | 6 november 1946  | 3 januari 1949   | R            | 1946           |
| 34     |                                             | Virgil Chapman                              | Virgil Chapman (1895–1951)                  | 3 januari 1949   | 8 maart 1951     | D            | 1948           |
| Vacant |                                             |                                             |                                             |                  |                  |              | 1948           |
| 35     |                                             | Thomas Underwood                            | Thomas Underwood (1898–1956)                | 20 maart 1951    | 4 november 1952  | D            | 1948           |
| 36     |                                             | John Sherman Cooper                         | John Sherman Cooper (1901–1991)             | 4 november 1952  | 3 januari 1955   | R            | 1952           |
| 37     |                                             | Alben Barkley                               | Alben Barkley (1877–1956)                   | 3 januari 1955   | 30 april 1956    | D            | 1954           |
| Vacant |                                             |                                             |                                             |                  |                  |              | 1954           |
| 38     |                                             | Robert Humphreys                            | Robert Humphreys (1893–1977)                | 20 juni 1956     | 6 november 1956  | D            | 1954           |
| 39     |                                             | John Sherman Cooper                         | John Sherman Cooper (1901–1991)             | 6 november 1956  | 3 januari 1973   | R            | 1956           |
| 39     | 1960                                        | John Sherman Cooper                         | John Sherman Cooper (1901–1991)             | 6 november 1956  | 3 januari 1973   | R            |                |
| 39     | 1966                                        | John Sherman Cooper                         | John Sherman Cooper (1901–1991)             | 6 november 1956  | 3 januari 1973   | R            |                |
| 40     |                                             | Dee Huddleston                              | Dee Huddleston (1926–2018)                  | 3 januari 1973   | 3 januari 1985   | D            | 1972           |
| 40     | 1978                                        | Dee Huddleston                              | Dee Huddleston (1926–2018)                  | 3 januari 1973   | 3 januari 1985   | D            |                |
| 41     |                                             | Mitch McConnell                             | Mitch McConnell (1942)                      | 3 januari 1985   | heden            | R            | 1984           |
| 41     | 1990                                        | Mitch McConnell                             | Mitch McConnell (1942)                      | 3 januari 1985   | heden            | R            |                |
| 41     | 1996                                        | Mitch McConnell                             | Mitch McConnell (1942)                      | 3 januari 1985   | heden            | R            |                |
| 41     | 2002                                        | Mitch McConnell                             | Mitch McConnell (1942)                      | 3 januari 1985   | heden            | R            |                |
| 41     | 2008                                        | Mitch McConnell                             | Mitch McConnell (1942)                      | 3 januari 1985   | heden            | R            |                |
| 41     | 2014                                        | Mitch McConnell                             | Mitch McConnell (1942)                      | 3 januari 1985   | heden            | R            |                |
| 41     | 2020                                        | Mitch McConnell                             | Mitch McConnell (1942)                      | 3 januari 1985   | heden            | R            |                |

## Klasse III
| Nr.    | Senator voor Kentucky Senator from Kentucky | Senator voor Kentucky Senator from Kentucky | Senator voor Kentucky Senator from Kentucky | Ambtstermijn      | Ambtstermijn      | Partij(en)   | Verkiezing(en) |
| ------ | ------------------------------------------- | ------------------------------------------- | ------------------------------------------- | ----------------- | ----------------- | ------------ | -------------- |
| 1      |                                             | John Edwards                                | John Edwards (1748–1837)                    | 18 juni 1792      | 4 maart 1795      | DR           | 1792           |
| 2      |                                             | Humphrey Marshall                           | Humphrey Marshall (1760–1841)               | 4 maart 1795      | 4 maart 1801      | F            | 1792           |
| 3      |                                             | John Breckinridge I                         | John Breckinridge I (1760–1806)             | 4 maart 1801      | 8 augustus 1805   | DR           | 1800           |
| Vacant |                                             |                                             |                                             |                   |                   |              | 1800           |
| 4      |                                             | John Adair                                  | John Adair (1757–1840)                      | 5 november 1805   | 18 november 1806  | DR           | 1805           |
| Vacant |                                             |                                             |                                             |                   |                   |              | 1805           |
| 5      |                                             | Henry Clay                                  | Henry Clay (1777–1852)                      | 20 november 1806  | 4 maart 1807      | DR           | 1806           |
| 6      |                                             | John Pope                                   | John Pope (1770–1845)                       | 4 maart 1807      | 4 maart 1813      | DR           | 1806           |
| 7      |                                             | Jesse Bledsoe                               | Jesse Bledsoe (1776–1836)                   | 4 maart 1813      | 24 december 1814  | DR           | 1813           |
| Vacant |                                             |                                             |                                             |                   |                   |              | 1813           |
| 8      |                                             | Isham Talbot                                | Isham Talbot (1773–1837)                    | 1 februari 1815   | 4 maart 1819      | DR           | 1815           |
| 9      |                                             | William Logan                               | William Logan (1776–1822)                   | 4 maart 1819      | 28 mei 1820       | DR           | 1818           |
| Vacant |                                             |                                             |                                             |                   |                   |              | 1818           |
| 10     |                                             | Isham Talbot                                | Isham Talbot (1773–1837)                    | 20 oktober 1820   | 4 maart 1825      | DR           | 1820           |
| 11     |                                             | John Rowan                                  | John Rowan (1773–1843)                      | 4 maart 1825      | 4 maart 1831      | DR (1825–28) | 1825           |
| 11     | D (1828–31)                                 | John Rowan                                  | John Rowan (1773–1843)                      | 4 maart 1825      | 4 maart 1831      |              | 1825           |
| Vacant |                                             |                                             |                                             |                   |                   |              |                |
| 12     |                                             | Henry Clay                                  | Henry Clay (1777–1852)                      | 10 november 1831  | 31 maart 1842     | NR (1831–33) | 1831           |
| 12     | 1836                                        | Henry Clay                                  | Henry Clay (1777–1852)                      | 10 november 1831  | 31 maart 1842     | NR (1831–33) |                |
| 12     | W (1833–42)                                 | Henry Clay                                  | Henry Clay (1777–1852)                      | 10 november 1831  | 31 maart 1842     |              |                |
| 13     |                                             | John Crittenden                             | John Crittenden (1787–1863)                 | 31 maart 1842     | 12 juni 1848      | W            | 1842           |
| 13     | 1843                                        | John Crittenden                             | John Crittenden (1787–1863)                 | 31 maart 1842     | 12 juni 1848      | W            |                |
| Vacant |                                             |                                             |                                             |                   |                   |              |                |
| 14     |                                             | Thomas Metcalfe                             | Thomas Metcalfe (1780–1855)                 | 24 juni 1848      | 4 maart 1849      | W            |                |
| 14     | 1849 (1)                                    | Thomas Metcalfe                             | Thomas Metcalfe (1780–1855)                 | 24 juni 1848      | 4 maart 1849      | W            |                |
| 15     |                                             | Henry Clay                                  | Henry Clay (1777–1852)                      | 4 maart 1849      | 24 juni 1852      | W            | 1849 (2)       |
| Vacant |                                             |                                             |                                             |                   |                   |              | 1849 (2)       |
| 16     |                                             | David Meriwether                            | David Meriwether (1800–1893)                | 6 juli 1852       | 1 september 1852  | D            | 1849 (2)       |
| 17     |                                             | Archibald Dixon                             | Archibald Dixon (1802–1876)                 | 1 september 1852  | 4 maart 1855      | W            | 1872           |
| 18     |                                             | John Crittenden                             | John Crittenden (1787–1863)                 | 4 maart 1855      | 4 maart 1861      | W (1855–56)  | 1853           |
| 18     | KN (1856–60)                                | John Crittenden                             | John Crittenden (1787–1863)                 | 4 maart 1855      | 4 maart 1861      |              | 1853           |
| 18     | O (1860–61)                                 | John Crittenden                             | John Crittenden (1787–1863)                 | 4 maart 1855      | 4 maart 1861      |              | 1853           |
| 19     |                                             | John Breckinridge                           | John Breckinridge (1821–1875)               | 4 maart 1861      | 4 december 1861   | D            | 1859           |
| Vacant |                                             |                                             |                                             |                   |                   |              | 1859           |
| 20     |                                             | Garrett Davis                               | Garrett Davis (1801–1872)                   | 10 december 1861  | 22 september 1872 | D (1861–64)  | 1861           |
| 20     | NU (1864–68)                                | Garrett Davis                               | Garrett Davis (1801–1872)                   | 10 december 1861  | 22 september 1872 |              | 1861           |
| 20     | 1867                                        | Garrett Davis                               | Garrett Davis (1801–1872)                   | 10 december 1861  | 22 september 1872 |              |                |
| 20     | D (1868–72)                                 | Garrett Davis                               | Garrett Davis (1801–1872)                   | 10 december 1861  | 22 september 1872 |              |                |
| Vacant |                                             |                                             |                                             |                   |                   |              |                |
| 21     |                                             | Willis Machen                               | Willis Machen (1810–1893)                   | 28 september 1872 | 4 maart 1873      | D            |                |
| 21     | D                                           | Willis Machen                               | Willis Machen (1810–1893)                   | 28 september 1872 | 4 maart 1873      | 1873         |                |
| 22     |                                             | Thomas McCreery                             | Thomas McCreery (1816–1890)                 | 4 maart 1873      | 4 maart 1879      | D            | 1872           |
| 23     |                                             | John Stuart Williams                        | John Stuart Williams (1818–1898)            | 4 maart 1879      | 4 maart 1885      | D            | 1879           |
| 24     |                                             | Joseph Blackburn                            | Joseph Blackburn (1838–1918)                | 4 maart 1885      | 4 maart 1897      | D            | 1884           |
| 24     | 1890                                        | Joseph Blackburn                            | Joseph Blackburn (1838–1918)                | 4 maart 1885      | 4 maart 1897      | D            |                |
| 25     |                                             | William Deboe                               | William Deboe (1849–1927)                   | 4 maart 1897      | 4 maart 1903      | R            | 1897           |
| 26     |                                             | James McCreary                              | James McCreary (1838–1918)                  | 4 maart 1903      | 4 maart 1909      | D            | 1902           |
| 27     |                                             | William Bradley                             | William Bradley (1847–1914)                 | 4 maart 1909      | 23 mei 1924       | R            | 1908           |
| Vacant |                                             |                                             |                                             |                   |                   |              | 1908           |
| 28     |                                             | Johnson Camden                              | Johnson Camden (1865–1942)                  | 16 juni 1914      | 4 maart 1915      | D            | 1908           |
| 28     | D                                           | Johnson Camden                              | Johnson Camden (1865–1942)                  | 16 juni 1914      | 4 maart 1915      | 1914         |                |
| 29     |                                             | John Beckham                                | John Beckham (1858–1934)                    | 4 maart 1915      | 4 maart 1921      | D            | 1914           |
| 30     |                                             | Richard Ernst                               | Richard Ernst (1858–1934)                   | 4 maart 1921      | 4 maart 1927      | R            | 1920           |
| 31     |                                             | Alben Barkley                               | Alben Barkley (1877–1956)                   | 4 maart 1927      | 20 januari 1949   | D            | 1926           |
| 31     | 1932                                        | Alben Barkley                               | Alben Barkley (1877–1956)                   | 4 maart 1927      | 20 januari 1949   | D            |                |
| 31     | 1938                                        | Alben Barkley                               | Alben Barkley (1877–1956)                   | 4 maart 1927      | 20 januari 1949   | D            |                |
| 31     | 1944                                        | Alben Barkley                               | Alben Barkley (1877–1956)                   | 4 maart 1927      | 20 januari 1949   | D            |                |
| 32     |                                             | Garrett Withers                             | Garrett Withers (1884–1953)                 | 20 januari 1949   | 25 november 1950  | D            |                |
| 33     |                                             | Earle Clements                              | Earle Clements (1896–1985)                  | 25 november 1950  | 3 januari 1957    | D            | 1950 (1)       |
| 33     | 1950 (2)                                    | Earle Clements                              | Earle Clements (1896–1985)                  | 25 november 1950  | 3 januari 1957    | D            |                |
| 34     |                                             | Thruston Morton                             | Thruston Morton (1907–1982)                 | 3 januari 1957    | 16 december 1968  | R            | 1956           |
| 34     | 1962                                        | Thruston Morton                             | Thruston Morton (1907–1982)                 | 3 januari 1957    | 16 december 1968  | R            |                |
| 35     |                                             | Marlow Cook                                 | Marlow Cook (1926–2016)                     | 16 december 1968  | 28 december 1974  | R            |                |
| 35     | R                                           | Marlow Cook                                 | Marlow Cook (1926–2016)                     | 16 december 1968  | 28 december 1974  | 1968         |                |
| 36     |                                             | Wendell Ford                                | Wendell Ford (1924–2015)                    | 28 december 1974  | 3 januari 1999    | 1968         | D              |
| 36     | D                                           | Wendell Ford                                | Wendell Ford (1924–2015)                    | 28 december 1974  | 3 januari 1999    | 1974         |                |
| 36     | D                                           | Wendell Ford                                | Wendell Ford (1924–2015)                    | 28 december 1974  | 3 januari 1999    | 1980         |                |
| 36     | D                                           | Wendell Ford                                | Wendell Ford (1924–2015)                    | 28 december 1974  | 3 januari 1999    | 1986         |                |
| 36     | D                                           | Wendell Ford                                | Wendell Ford (1924–2015)                    | 28 december 1974  | 3 januari 1999    | 1992         |                |
| 37     |                                             | Jim Bunning                                 | Jim Bunning (1931–2017)                     | 3 januari 1999    | 3 januari 2011    | R            | 1998           |
| 37     | 2004                                        | Jim Bunning                                 | Jim Bunning (1931–2017)                     | 3 januari 1999    | 3 januari 2011    | R            |                |
| 38     |                                             | Rand Paul                                   | Rand Paul (1963)                            | 3 januari 2011    | heden             | R            | 2010           |
| 38     | 2016                                        | Rand Paul                                   | Rand Paul (1963)                            | 3 januari 2011    | heden             | R            |                |
| 38     | 2022                                        | Rand Paul                                   | Rand Paul (1963)                            | 3 januari 2011    | heden             | R            |                |

Alabama: Tuberville (R) · Britt (R)
Alaska: Murkowski (R) · Sullivan (R)
Arizona: Kelly (D) · Gallego (D)
Arkansas: Boozman (R) · Cotton (R)
Californië: Padilla (D) · Schiff (D)
Colorado: Bennet (D) · Hickenlooper (D)
Connecticut: Blumenthal (D) · Murphy (D)
Delaware: Coons (D) · Blunt Rochester (D)
Florida: R. Scott (R) · Moody (R)
Georgia: Ossoff (D) · Warnock (D)
Hawaï: Schatz (D) · Hirono (D)
Idaho: Crapo (R) · Risch (R)
Illinois: Durbin (D) · Duckworth (D)
Indiana: Young (R) · Banks (R)
Iowa: Grassley (R) · Ernst (R)
Kansas: Moran (R) · Marshall (R)
Kentucky: McConnell (R) · Paul (R)
Louisiana: Cassidy (R) · Kennedy (R)
Maine: Collins (R) · King (O)
Maryland: Van Hollen (D) · Alsobrooks (D)
Massachusetts: Warren (D) · Markey (D)
Michigan: Peters (D) · Slotkin (D)
Minnesota: Klobuchar (D) · Smith (D)
Mississippi: Wicker (R) · Hyde-Smith (R)
Missouri: Hawley (R) · Schmitt (R)
Montana: Daines (R) · Sheehy (R)
Nebraska: Fischer (R) · Ricketts (R)
Nevada: Cortez Masto (D) · Rosen (D)
New Hampshire: Shaheen (D) · Hassan (D)
New Jersey: Booker (D) · Kim (D)
New Mexico: Heinrich (D) · Luján (D)
New York: Schumer (D) · Gillibrand (D)
North Carolina: Tillis (R) · Budd (R)
North Dakota: Hoeven (R) · Cramer (R)
Ohio: Moreno (R) · Husted (R)
Oklahoma: Lankford (R) · Mullin (R)
Oregon: Wyden (D) · Merkley (D)
Pennsylvania: Fetterman (D) · McCormick (R)
Rhode Island: Reed (D) · Whitehouse (D)
South Carolina: Graham (R) · T. Scott (R)
South Dakota: Thune (R) · Rounds (R)
Tennessee: Blackburn (R) · Hagerty (R)
Texas: Cornyn (R) · Cruz (R)
Utah: Lee (R) · Curtis (R)
Vermont: Sanders (O) · Welch (D)
Virginia: Warner (D) · Kaine (D)
Washington: Murray (D) · Cantwell (D)
West Virginia: Moore Capito (R) · Justice (R)
Wisconsin: Johnson (R) · Baldwin (D)
Wyoming: Barrasso (R) · Lummis (R)
(D): Democraat · (R): Republikein · (O): Onafhankelijk